# 所羅門智訓
《所羅門智訓》（希臘語：Σοφία Σολομώντος）或稱《智慧篇》，是約在公元前1世紀完成的著作，經書被收錄在《聖經》的希臘文七十士譯本當中。
基督宗教對其聖經正典地位存爭議，現天主教會和多數東方教會、正教會以七十賢士譯本為基礎，把此書奉之為正典。
在1546年的特倫托會議，天主教重申聖經正典全部書卷，當中包括此書。
一些基督新教普遍對此書的完全真確性存疑，視之為次經，但聖公宗與信義宗則仍把這書收錄在經課表中。

## 簡介
所羅門智訓共有19章。其內容與《聖經》中的約伯記、箴言和傳道書相似，而所羅門智訓大致可分為兩部分：
1. 要尋求公義和智慧（第1至9章）
2. 上帝拯救選民與刑罰外邦（第10至19章）

### 引用
1. ↑  第二課　舊約是如何編排的？ （页面存档备份，存于），梁望惠，教牧與教育小站
2. ↑  .   [2009-06-27]. （原始内容存档于2009-10-20）.

### 书籍
- 宗教教育中心，《次經全書》，文林出版有限公司，註：American Bible Society for Chung Hua SKH，香港，1997年4月（初版）
- 蘇佐揚著，《經外作品（增大版）》，基督教天人出版